# José Alejandro Salcedo Aquino
J. Alejandro Salcedo Aquino (México, Distrito Federal, 1949) es doctor en Filosofía por la Universidad Nacional Autónoma de México (UNAM). En el Instituto Nacional de Antropología e Historia y el Consejo Nacional para la Cultura y las Artes obtuvo el Diplomado en Análisis de la Cultura. 

El trabajo del filósofo mexicano J. Alejandro Salcedo Aquino integra "el análisis histórico y sociológico con el filosófico y dentro de él la reflexión ética, epistémica y política, a fin de alcanzar una interpretación crítica de los retos que presenta el multiculturalismo."

## Datos biográficos
Es profesor de tiempo completo adscrito a la División de Humanidades de la Facultad de Estudios Superiores Acatlán (FES Acatlán) de la UNAM, donde imparte las asignaturas de Teorías de la verdad y Seminario de Filosofía de la Cultura para la licenciatura en Filosofía; y Epistemología, en las licenciaturas del área de Ciencias Socioeconómicas y Comunicación. Participa también en el Programa de Posgrado de Derecho, impartiendo la actividad académica de Ética; y colabora en la Cátedra Extraordinaria “Maestros del Exilio Español” Multiculturalismo, el concepto de cultura y diversidad cultural en la Facultad de Filosofía y Letras de la UNAM.
Ha publicado nueve libros -tres de ellos colaborativos- en los que aborda principalmente los problemas relativos a la multiculturalidad, especialmente al de la necesidad de sustentar una sociedad auténticamente plural y justa. Asimismo ha escrito una veintena de capítulos de libros y varios artículos en revistas especializadas. 
Es miembro del Sistema Nacional de Investigadores, de la Asociación Filosófica de México, A.C. y del Círculo de Investigaciones en Hermenéutica. A finales de la década pasada recibió la Medalla "Al Mérito Universitario" por parte de la Universidad Nacional Autónoma de México. 
Fue director de la Facultad de Estudios Superiores Acatlán designado por la Junta de Gobierno de la UNAM, durante los periodos 2009 - 2013 y 2013-2017.

## Obras

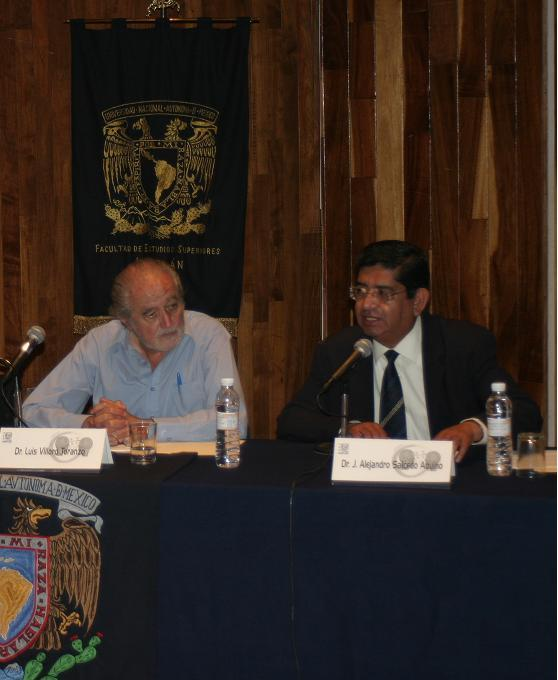
Luis Villoro Toranzo y J. Alejandro Salcedo Aquino en el coloquio "El lenguaje y el silencio en Occidente" llevado a cabo en 2006.

Las obras de J. Alejandro Salcedo Aquino son relevantes para la filosofía en el sentido de que orientan "a la discusión e incluso a la aplicación de las nociones filosóficas al campo concreto del multiculturalismo."
En 2000 publicó Hermenéutica analógica, pluralismo cultural y subjetividad (Méx., Torres Asociados), en la que examina el problema del multiculturalismo, para sugerir un pluralismo cultural, es decir un pluralismo en el que se aplique la hermenéutica analógica pero también en aras de comprender la subjetividad. 
Un año después, en 2001, publicó De la comunicación interpersonal al encuentro intercultural. Una descripción fenomenológica (Méx., ENEP Acatlán-UNAM). En ésta J. Alejandro Salcedo Aquino analiza, con base en las tesis centrales de historiador y antropólogo español Pedro Laín Entralgo, la naturaleza del encuentro interpersonal y los supuestos ontológicos de la comunicación interpersonal con el objeto de posibilitar una mejor comprensión de la relación con el otro.
También en 2001 apareció Multiculturalismo. Orientaciones filosóficas para una argumentación pluralista (Méx., ENEP Acatlán-UNAM - Plaza y Valdés) aborda el fenómeno del multiculturalismo en las sociedades contemporáneas y revisa algunos de sus supuestos epistemológicos y éticos. Lo anterior para definir cuáles podrían ser las condiciones idóneas de un diálogo intercultural y para delimitar principios hipotéticos para una ética plural.
Cultura, paradigmas y significados (Méx. ENEP Acatlán-UNAM) es una plaquette que J. Alejandro Salcedo Aquino publicó en 2004. Esta obra se inscribe en el campo de la filosofía crítico-hermenéutica de la cultura al dar pie a la reflexión de la filosofía como producto cultural e impulsar a la filosofía de la cultura a asumir una orientación crítico-hermenéutica. 
En 2005 publicó Hermenéutica analógica, multiculturalismo e interculturalidad(Méx. Torres Asociados). En este trabajo el filósofo sienta las bases teóricas del pluralismo cultural analógico; detalla cómo la aplicación de la hermenéutica analógica a las posturas de la filosofía política puede ayudar a una integración semejante de las culturas; hace una aplicación de la hermenéutica analógica a la interpretación del icono y del símbolo; y reflexiona en torno a la propuesta "hermenéutica analógica-barroca" de Samuel Arriarán.
Tradiciones democráticas en conflicto y multiculturalismo (Méx., FES Acatlán-UNAM - Plaza y Valdés), publicado en 2007,  tiene las virtudes de ser "una investigación filosófica plural e integral que... promueve un enfoque interdisciplinario para poder comprender filosóficamente la compleja realidad del multiculturalismo" y "una reflexión filosófica que combina el análisis conceptual riguroso con la preocupación por la comprensión de los problemas nacionales más importantes".
En 2008 publica Senderos identitarios. Horizonte multidisciplinario (Méx., FES Acatlán-UNAM - Juan Pablos, 2008). Este libro lo coordinó J. Alejandro Salcedo Aquino junto con el historiador Arturo Torres Barreto y el politólogo Juan José Sanabria López. Senderos identitarios. Horizonte multidisciplinario integra el trabajo de docentes-investigadores adscritos a la UNAM; el objetivo de éste es contribuir a la elaboración de una propuesta de modelo pluralista para la comprensión del fenómeno de las identidades colectivas y problemas derivados, y para el diseño de estrategias que promuevan relaciones interculturales deseables.   
También con Arturo Torres Barreto coordinó el libro Formación de identidades, nación y espacio público(Méx., FES Acatlán-UNAM, 2015), el cual integra trabajos de investigación de los miembros del Seminario Interdisciplinario sobre Identidad, Ciudadanía e Interculturalidad de la FES Acatlán - UNAM. En esta obra se reflexiona sobre la formación de identidades, tomando como referencia los campos de la actividad humano y dentro de un espacio público o dentro de algún entorno institucional o nacional; la nación es colocada dentro del marco de las políticas de dominación entre naciones y etnonaciones, y por tanto adquiere un significado diferente; y el espacio público es entendido como el ámbito de deliberación donde se concatena lo común y se abordan las diferencias.
Su última obra publicada hasta ahora es Identidad Universitaria. La UNAM deja huella (Méx., FES Acatlán-UNAM, 2017), la cual coordinó con Raúl Béjar Navarro y Jorge Isaac Egurrola. Este libro es producto del Seminario sobre Identidad Universitaria de la FES Acatlán - UNAM, que tiene como objetivo "estudiar e interpretar la identidad de la Universidad Nacional Autónoma de México, para comprenderla como una obra colectiva en permanente construcción, donde confluyen la diversidad y la creatividad de la comunidad universitaria".

### Listado de obras
- J. Alejandro Salcedo Aquino (2000). Hermenéutica analógica, pluralismo cultural y subjetividad. México: Torres Asociados. ISBN 970906603X.
- ____________________________ (2001). De la comunicación interpersonal al encuentro intercultural. Una descripción fenomenológica. México: ENEP Acatlán-UNAM. ISBN 9688569879.
- ____________________________ (2001). Multiculturalismo. Orientaciones filosóficas para una argumentación pluralista. México: ENEP Acatlán-UNM - Plaza y Valdés. ISBN 9688569879.
- ____________________________ (2004). Cultura, paradigmas y significados. México: FES Acatlán-UNAM. ISBN 970321312X.
- ____________________________ (2005). Hermenéutica analógica, multiculturalismo e interculturalidad. México: Torres Asociados. ISBN 9709066285.
- ____________________________ (2007). Tradiciones democráticas en conflicto y multiculturalismo. México: FES Acatlán-UNAM - Plaza y Valdés. ISBN 9789703229840 y ISBN 9789707227071.
- J. Alejandro Salcedo Aquino, Arturo Torres Barreto y Juan José Sanabria López (coords.) (2008). Senderos identitarios. Horizonte multidisciplinario. México: FES Acatlán-UNAM - Juan Pablos. ISBN 9786077554110.
- J. Alejandro Salcedo Aquino y Arturo Torres Barreto (coords.) (2015). Formación de identidades, nación y espacio público. México: FES Acatlán-UNAM. ISBN 9786070262333.
- Raúl Béjar Navarro, Jorge Isaac Egurrola, Alejandro Salcedo Aquino (coords.) (2017). Identidad Universitaria. La UNAM deja huella. México: FES Acatlán-UNAM. ISBN 9786070288913.